# ジェノヴァ水族館
ジェノヴァ水族館 (Aquarium of Genoa, イタリア語: Acquario di Genova) は、イタリア最大の水族館であり、ヨーロッパでも最大級の規模を誇る。イタリア、ジェノヴァの旧港に位置する33,000-平方フート (3,100 m2)の水族館は、ヨーロッパ動物園・水族館協会 (EAZA) に加盟しており、毎年120万人の観光客が訪れる。

## 歴史
水族館は、ジェノヴァ出身のクリストファー・コロンブスの新大陸発見から500年を記念して開催された、1992年のジェノヴァ国際博覧会に合わせて建設された。海へ出航する準備をしている船のようにも見える建物は、ジェノヴァの建築家である、レンゾ・ピアノ・ビルディング・ワークショップのレンゾ・ピアノが設計した。内装デザインと1992年オープン当時の展示は、デザインチーム、ケンブリッジ・セヴン・アソシエイツを率いるピーター・シャーメイエフが設計した。1998年、水族館はもともとあった建物と遊歩道でつながる100-メートル (330 ft)の船の展示棟を追加した。

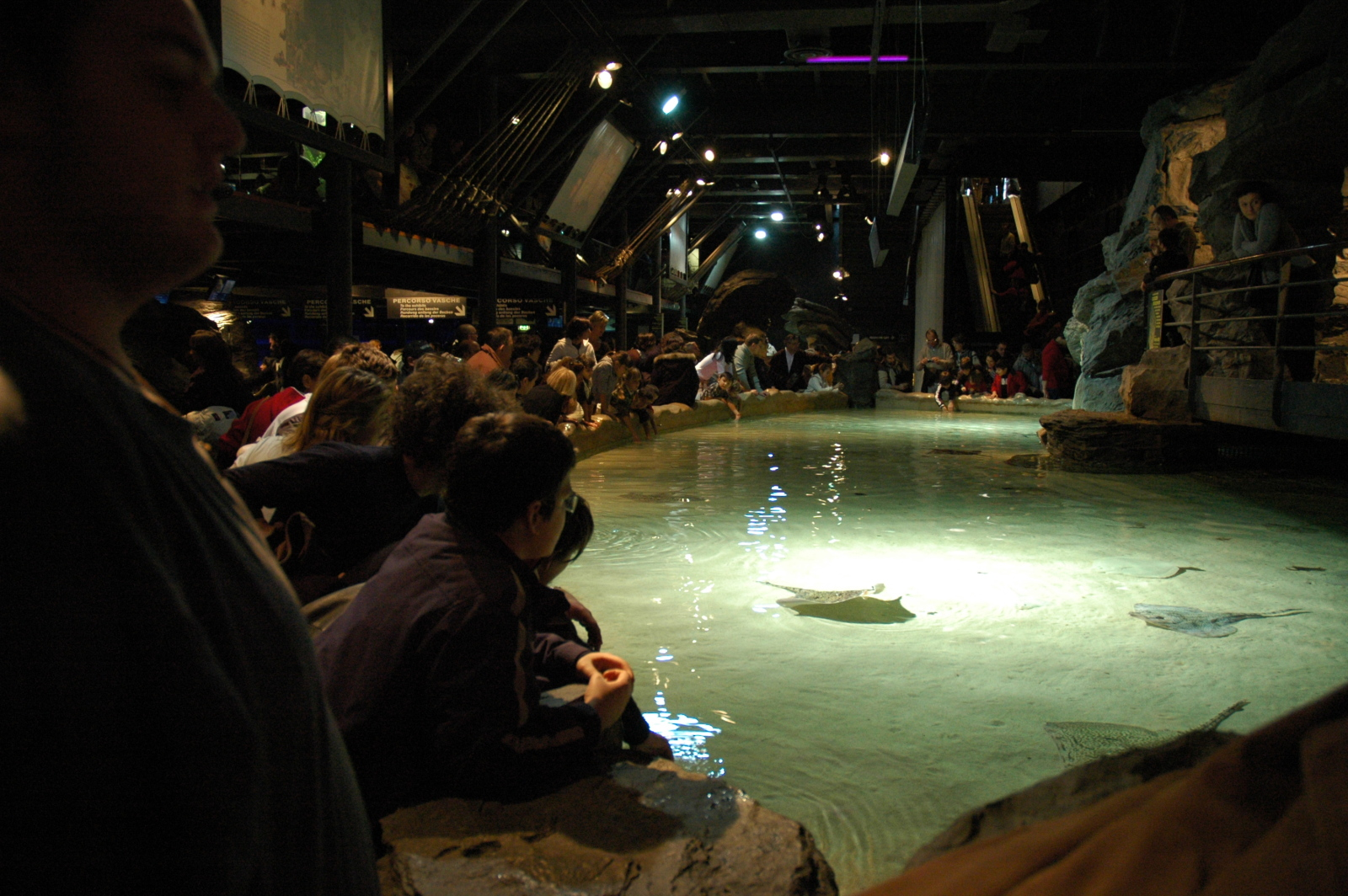
ジェノヴァ水族館、エイプール

## 展示
初期の展示のコンセプトは、「1492年の旧世界と新世界の出会い、1992年のエコ知識と現在、という2つの視点」から、リグリア海、大西洋、カリブ海の岩礁を見せることである。
水族館には70の水槽があり、総計で6,000,000リットル (1,300,000 imp gal; 1,600,000 U.S. gal)の水が使われており、展示スペースはおよそ10,000 meters (33,000 ft)にも及ぶ。

## 自然保護
ジェノヴァ水族館は、アクアリングEUプロジェクトに参加しており、ドキュメント、写真、教育、オンラインリソースセンターを通じた相互オンライン通信など、アクアリングのために科学的な知識を提供している。